# Kostel Nanebevzetí Panny Marie (Bezdědice)
Kostel Nanebevzetí Panny Marie je nejstarší dochovaná památka v Bezdědicích na Berounsku. Je chráněn jako kulturní památka České republiky. Velkou cenností je tabernákulum na oltáři, jež bylo darováno Karlem IV.

## Dnešní funkce
Bohoslužby se zde konají dodnes, vždy první sobotu v měsíci s polským farářem Stefanem Wojdylou.

## Přifařená sídla
Přifařenými sídly jsou Bezdědice, Lhotka a Radouš. Do 17. stol pod bezdědickou faru patřily i obce Hostomice a Lštěň.